# Magnet Cove
Magnet Cove – jednostka osadnicza w Stanach Zjednoczonych, w stanie Arkansas, w hrabstwie Hot Spring.